# Закс, Нелли
Не́лли Закс, при рождении Лео́ни Закс (нем. Nelly Sachs, Leonie Sachs; 10 декабря 1891, Шёнеберг — 12 мая 1970, Стокгольм) — немецкая поэтесса, прозаик и драматург, лауреат Нобелевской премии по литературе (совместно с Шмуэлем Йосефом Агноном, 1966).

## Биография и творчество

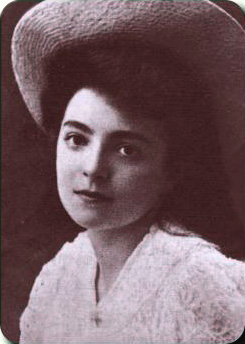
Нелли Закс в 1910 г.

Родилась 10 декабря 1891 года в Берлине в еврейской семье. Мало что в ранних произведениях Закс — а писала она стихи в неоромантическом духе, пьесы для кукольного театра, выпустила сборник легенд и рассказов — указывало на пути будущего развития её творчества. Однако после 1933 года она заинтересовалась вопросом об общих корнях иудаизма и христианства.
В 1940 году эмигрировала в Швецию. Шведскую визу ей и её матери помогла оформить писательница Сельма Лагерлёф. Её первый поэтический сборник вышел в 1947 году в Восточном Берлине под названием В жилищах смерти (In den Wohnungen des Todes). В этих стихах, как и в пьесе Эли (Eli, 1943), заявлены все основные темы, развитые затем в сборниках Звездное затмение (Sternverdunkelung, 1949), И никто не знает, как дальше (Und niemand weiss weiter, 1957) и Побег и преображение (Flucht und Verwandlung, 1957). В томике поздних стихов (1965) выделяется поэтический цикл Пылающие загадки (Glühende Rätsel).
Провидческая поэзия Закс пронизана экстатическим напряжением и мистицизмом. В основе её поэтического мышления — мотив преследования и бегства, символика охотника и его добычи, извечная драма, разворачивающаяся между истязателями и их жертвами.
Скончалась в день похорон Пауля Целана, который был её близким другом. Похоронена на кладбище Норра бегравнингсплатсен на севере Стокгольма.

## Признание
Закс удостоилась многих литературных наград и премий, награждена Нобелевской премией по литературе 1966 года (совместно с Ш. Й. Агноном).
В Германии (Дортмунд) с 1961 года присуждается литературная премия Нелли Закс (сама поэтесса стала первой лауреаткой своего имени). Во Франции с 1988 года вручается Премия Нелли Закс за перевод.

## Публикации на русском языке
- Звездное затмение: Сборник стихов / Пер. Владимира Микушевича. — Ереван: Ной; М.: Физкультура и спорт, 1993